# Roddy Frame Live at The Blue Note, Osaka
Roddy Frame Live at The Blue Note, Osaka (Roddy frame live in osaka) is het tweede livealbum van de Schotse zanger en gitarist Roddy Frame. Frame bevond zich al een aantal jaren in de marge van de popmuziek en moest door eigen uitgaven toch brood op de plank krijgen. Daarbij kwam dat de liedjes niet zo snel uit zijn pen vloeien, dat was al in de tijd van Aztec Camera zo. In 2007 bracht hij een album uit met een gedeeltelijke opname van een concert dat hij op 21 september 2006 gaf in The Blue Note in Osaka. Hij stond solo met zijn gitaar op het podium. Hij was daar ter promotie van zijn album western skies. Alles stond in kleine letters genoteerd.

## Tracklist
Allen van Frame, behalve waar aangegeven:

| Nr. | Titel                                | Duur |
| --- | ------------------------------------ | ---- |
| 1.  | The sea is wide                      |      |
| 2.  | Crossing Newbury Street              |      |
| 3.  | Song for a friend                    |      |
| 4.  | We could send letters                |      |
| 5.  | Western skies (Frame, Carey, Gorman) |      |
| 6.  | Worlds in worlds (Frame, Deller)     |      |
| 7.  | How men are                          |      |
| 8.  | Sun                                  |      |
| 9.  | On the avenue                        |      |
| 10. | Portastudio                          |      |
| 11. | Reason for living                    |      |
| 12. | Killermont Street                    |      |
| 13. | Mattress of wire                     |      |
| 14. | Somewhere in my heart                |      |